# Fudbalski klub Vojvodina
Il Fudbalski klub Vojvodina, meglio nota come Vojvodina, in serbo ФК Војводина? è una società calcistica serba con sede nella città di Novi Sad, in Voivodina. Gioca le partite di casa nello stadio Karađorđe di Novi Sad.
La formazione della Vojvodina possiede anche una divisione di calcio a 5, che durante la stagione 2007-2008 ha disputato il campionato serbo di calcio a 5.
La squadra occupa la 192ª posizione del Ranking UEFA.

## Storia
Fondato nel 1914, ha conseguito i maggiori successi vincendo il campionato jugoslavo del 1966 e del 1989, vittorie cui si aggiungono i secondi posti nelle stagioni 1957, 1962 e 1975. Ha inoltre raggiunto la finale della Coppa di Jugoslavia 1951 e 1997 e della Coppa di Serbia 2007, vincendola nel 2014.
Nell'edizione 1966-1967 della Coppa dei Campioni raggiunge i quarti di finale.
A livello internazionale il trofeo più importante che campeggia nella bacheca del club è la Coppa Mitropa del 1977.
La società si posiziona al 5º posto nella classifica perpetua della Prva Liga Jugoslava.

## Calciatori

### Vincitori di titoli
Calciatori campioni olimpici di calcio
- Žarko Nikolić (Roma 1960)
- Novak Roganović (Roma 1960)
- Silvester Takač (Roma 1960)

## Cronologia allenatori
- Kosta Hadži (1924–26)
- Otto Neczas (1926–28)
- Boško Simonović (1929)
- Otto Neczas (1929–30)
- Otto Hamacek (1930–32)
- Károly Nemes (1933)
- Willy Schürmann (1934–35)
- Fritz Levitus (1936–38)
- Milorad Ognjanov (1938)
- Károly Nemes (1939)
- János Noj (1939–41)
- Milorad Ognjanov (1945–47)
- Bane Sekulić (1948–51)
- Ljubiša Broćić (1952)
- Milorad Ognjanov (1952)
- Gustav Lechner (1953–57)
- Antal Lyka (1957–59)
- Ratomir Čabrić (1959–60)
- Radoslav Momirski (1960–61)
- Franja Hirman (1961–64)
- Vujadin Boškov (1964–71)
- Dragoljub Milošević (1971–73)
- Gojko Zec (1973–74)
- Todor Veselinović (1974–77)
- Branko Stanković (1977–78)
- Ivica Brzić (1978–79)
- Milorad Pavić (1979)
- Marko Valok (1980)
- Dušan Drašković (1981–83)
- Tomislav Kaloperović (1983)
- Josip Duvančić (1983–84)
- Jovan Kovrlija (1984)
- Vukašin Višnjevac (1985)
- Tomislav Kaloperović (1985)
- Vladimir Savić (1986)

- Željko Jurčić (1986)
- Tonko Vukušić (1986–87)
- Ivica Brzić (1987–88)
- Ljupko Petrović (1988–89)
- Ivica Brzić (1990–91)
- Milorad Kosanović (1992–95)
- Dragoljub Bekvalac/ Gjoko Hadžievski (1995–96)
- Ljupko Petrović (1996–97)
- Tomislav Manojlović (1998–2000)
- Dragomir Okuka (2000)
- Dragoljub Bekvalac (2000–01)
- Miroslav Vukašinović (2002–03)
- Josif Ilić (2003)
- Branko Smiljanić (2004–9 novembre 2004)
- Vladimir Petrović (24 novembre 2004 – 26 dicembre 2004)
- Milan Đuričić (27 dicembre 2004 – 14 agosto 2005)
- Zoran Marić (20 agosto 2005 – 13 agosto 2006)
- Milovan Rajevac (17 agosto 2006 – 17 settembre 2007)
- Ivica Brzić (18 settembre 2007 – 1º giugno 2008)
- Dragoljub Bekvalac (4 giugno 2008 – 20 ottobre 2008)
- Dragan Radojičić (21 ottobre 2008 – 23 dicembre 2008)
- Ljupko Petrović (23 dicembre 2008 – 8 marzo 2009)
- Zoran Marić (9 marzo 2009 – 8 giugno 2009)
- Dragoslav Stepanović (8 giugno 2009 – 2 ottobre 2009)
- Branko Babić (11 ottobre 2009 – 9 marzo 2010)
- Milan Đuričić (10 marzo 2010 – 18 maggio 2010)
- Zoran Milinković (27 maggio 2010 – 30 maggio 2011)
- Dejan Vukićević (15 agosto 2011 – 12 aprile 2012)
- Spasoje Jelačić (interim) (13 aprile 2012 – 23 aprile 2012)
- Zlatomir Zagorčić (interim) (23 aprile 2012 – 31 maggio 2012)
- Zlatomir Zagorčić (31 maggio 2012 – 12 settembre 2012)
- Nebojša Vignjević (12 settembre 2012 – 4 giugno 2013)
- Marko Nikolić (7 giugno 2013 – 9 dicembre 2013)
- Branko Babić (3 gennaio 2014 – 19 maggio 2014)
- Zoran Marić (19 giugno 2014 – 16 marzo 2015)
- Zlatomir Zagorčić (17 marzo 2015 – )

## Statistiche e record

### Statistiche nelle competizioni UEFA
Tabella aggiornata alla stagione 2024-2025.
| Competizione                             | Partecipazioni | G  | V  | N  | P  | RF | RS |
| ---------------------------------------- | -------------- | -- | -- | -- | -- | -- | -- |
| Coppa dei Campioni/UEFA Champions League | 2              | 9  | 5  | 1  | 3  | 10 | 9  |
| Coppa UEFA/UEFA Europa League            | 17             | 61 | 24 | 14 | 23 | 89 | 84 |
| UEFA Conference League                   | 3              | 8  | 3  | 1  | 4  | 7  | 13 |
| Coppa Intertoto                          | 1              | 10 | 6  | 1  | 3  | 18 | 9  |
| Coppa delle Fiere                        | 6              | 23 | 9  | 6  | 8  | 27 | 22 |

## Palmarès

### Competizioni nazionali
- Campionato jugoslavo: 2

1965-1966, 1988-1989
- 2. Savezna liga: 1

1986-1987 (girone ovest)
- Coppa di Serbia: 2

2013-2014, 2019-2020
- Ljetna liga prvaka: 1

1970

### Competizioni regionali
- Novosadski loptački podsavez: 5

1931-1932, 1934-1935, 1936-1937, 1937-1938, 1938-1939

### Competizioni internazionali
- Coppa Mitropa: 1

1976-1977
- Coppa Intertoto:1

1976 (edizione con vincitori multipli)

### Competizioni giovanili
- Juniorsko prvenstvo Jugoslavije u nogometu: 2

1986-1987, 1989-1990
- Omladinski kup Jugoslavije u nogometu: 2

1984-1985, 1985-1986
- Torneo Internazionale Nereo Rocco: 1

1986

### Altri piazzamenti
- Campionato jugoslavo:

Secondo posto: 1956-1957, 1961-1962, 1974-1975
Terzo posto: 1958-1959, 1991-1992
- 2. Savezna liga:

Secondo posto: 1947-1948, 1950
- Kup Maršala Tita:

Finalista: 1951
Semifinalista: 1947, 1958-1959, 1962-1963, 1967-1968, 1984-1985
- Ljetna liga prvaka:

Terzo posto: 1972
- Kup prvoligaša:

Semifinalista: 1971-1972
- Campionato serbo:

Secondo posto: 2008-2009
Terzo posto: 1992-1993, 1993-1994, 1994-1995, 1995-1996, 1996-1997, 2006-2007, 2007-2008, 2010-2011, 2011-2012, 2012-2013, 2016-2017, 2019-2020
- Coppa di Serbia:

Finalista: 1996-1997, 2006-2007, 2009-2010, 2010-2011, 2012-2013, 2022-2023, 2023-2024, 2024-2025
Semifinalista: 1997-1998, 1998-1999, 2001-2002, 2011-2012, 2016-2017, 2020-2021, 2021-2022
- Coppa Intertoto UEFA:

Finalista: 1998
- Coppa Mitropa:

Finalista: 1957
Semifinalista: 1959, 1988-1989

## Organico

### Rosa 2024-2025
| N. |                           | Ruolo | Calciatore            |
| -- | ------------------------- | ----- | --------------------- |
| 3  | Serbia (bandiera)         | D     | Siniša Tanjga         |
| 4  | Georgia (bandiera)        | D     | Guram Giorbelidze     |
| 5  | Serbia (bandiera)         | D     | Đorđe Crnomarković    |
| 6  | Lussemburgo (bandiera)    | D     | Seid Korač            |
| 7  | Serbia (bandiera)         | C     | Radomir Milosavljević |
| 8  | Serbia (bandiera)         | D     | Stefan Đorđević       |
| 10 | Serbia (bandiera)         | C     | Dejan Zukić           |
| 11 | Serbia (bandiera)         | A     | Mihailo Ivanović      |
| 12 | Serbia (bandiera)         | P     | Dragan Rosić          |
| 15 | Serbia (bandiera)         | D     | Igor Jeličić          |
| 16 | Montenegro (bandiera)     | C     | Asmir Kajević         |
| 17 | Serbia (bandiera)         | C     | Lazar Jovanović       |
| 18 | Serbia (bandiera)         | C     | Njegoš Petrović       |
| 19 | Rep. del Congo (bandiera) | A     | Jonathan Bolingi      |
| 20 | Serbia (bandiera)         | D     | Uroš Nikolić          |

| N. |                           | Ruolo | Calciatore         |
| -- | ------------------------- | ----- | ------------------ |
| 23 | Brasile (bandiera)        | C     | Matheus Índio      |
| 26 | Montenegro (bandiera)     | C     | Vukan Savićević    |
| 27 | Serbia (bandiera)         | C     | Petar Sukacev      |
| 28 | Giamaica (bandiera)       | C     | Norman Campbell    |
| 29 | Serbia (bandiera)         | D     | Filip Malbašić     |
| 30 | Serbia (bandiera)         | D     | Stefan Bukinac     |
| 31 | Serbia (bandiera)         | C     | Milan Kovačev      |
| 36 | Serbia (bandiera)         | P     | Andrej Borak       |
| 38 | Serbia (bandiera)         | D     | Luka Drobnjak      |
| 47 | Serbia (bandiera)         | C     | Mihajlo Butrakovic |
| 49 | Serbia (bandiera)         | C     | Andrija Radulović  |
| 50 | Serbia (bandiera)         | D     | Milan Lazarević    |
| 92 | Serbia (bandiera)         | C     | Aleksa Vukanović   |
| 99 | Montenegro (bandiera)     | A     | Ivan Vukčević      |
|    | Serbia (bandiera)         | C     | Slobodan Medojević |
|    | Costa d'Avorio (bandiera) | A     | Caleb Zady Sery    |

### Rosa 2023-2024
| N. |                           | Ruolo | Calciatore            |
| -- | ------------------------- | ----- | --------------------- |
| 2  | Serbia (bandiera)         | D     | Marko Bjeković        |
| 3  | Serbia (bandiera)         | D     | Siniša Tanjga         |
| 4  | Georgia (bandiera)        | D     | Guram Giorbelidze     |
| 5  | Serbia (bandiera)         | D     | Đorđe Crnomarković    |
| 6  | Lussemburgo (bandiera)    | D     | Seid Korač            |
| 7  | Serbia (bandiera)         | C     | Radomir Milosavljević |
| 8  | Serbia (bandiera)         | D     | Stefan Đorđević       |
| 10 | Serbia (bandiera)         | C     | Dejan Zukić           |
| 11 | Serbia (bandiera)         | A     | Mihailo Ivanović      |
| 12 | Serbia (bandiera)         | P     | Dragan Rosić          |
| 15 | Serbia (bandiera)         | D     | Igor Jeličić          |
| 16 | Montenegro (bandiera)     | C     | Asmir Kajević         |
| 17 | Serbia (bandiera)         | C     | Lazar Jovanović       |
| 18 | Serbia (bandiera)         | C     | Njegoš Petrović       |
| 19 | Rep. del Congo (bandiera) | A     | Jonathan Bolingi      |
| 20 | Serbia (bandiera)         | D     | Uroš Nikolić          |

| N. |                           | Ruolo | Calciatore         |
| -- | ------------------------- | ----- | ------------------ |
| 23 | Brasile (bandiera)        | C     | Matheus Índio      |
| 25 | Montenegro (bandiera)     | P     | Lazar Carević      |
| 26 | Montenegro (bandiera)     | C     | Vukan Savićević    |
| 27 | Serbia (bandiera)         | C     | Petar Sukacev      |
| 28 | Giamaica (bandiera)       | C     | Norman Campbell    |
| 29 | Serbia (bandiera)         | D     | Filip Malbašić     |
| 30 | Serbia (bandiera)         | D     | Stefan Bukinac     |
| 31 | Serbia (bandiera)         | C     | Milan Kovačev      |
| 36 | Serbia (bandiera)         | P     | Andrej Borak       |
| 38 | Serbia (bandiera)         | D     | Luka Drobnjak      |
| 47 | Serbia (bandiera)         | C     | Mihajlo Butrakovic |
| 49 | Serbia (bandiera)         | C     | Andrija Radulović  |
| 50 | Serbia (bandiera)         | D     | Milan Lazarević    |
| 92 | Serbia (bandiera)         | C     | Aleksa Vukanović   |
| 99 | Montenegro (bandiera)     | A     | Ivan Vukčević      |
|    | Costa d'Avorio (bandiera) | A     | Caleb Zady Sery    |

### Rosa 2020-2021
| N. |                                 | Ruolo | Calciatore                |
| -- | ------------------------------- | ----- | ------------------------- |
| 2  | Serbia (bandiera)               | D     | Marko Bjeković            |
| 3  | Serbia (bandiera)               | D     | Lazar Rosić               |
| 4  | Serbia (bandiera)               | C     | Novica Maksimović         |
| 5  | Bosnia ed Erzegovina (bandiera) | D     | Siniša Saničanin          |
| 6  | Serbia (bandiera)               | D     | Vladimir Kovačević        |
| 7  | Serbia (bandiera)               | A     | Nemanja Čović             |
| 8  | Serbia (bandiera)               | C     | Mirko Topić               |
| 9  | Serbia (bandiera)               | A     | Vukašin Bogdanović        |
| 10 | Serbia (bandiera)               | C     | Dejan Zukić               |
| 11 | Serbia (bandiera)               | D     | Stefan Đorđević           |
| 13 | Serbia (bandiera)               | P     | Goran Vukliš              |
| 15 | Serbia (bandiera)               | D     | Nikola Andrić             |
| 18 | Montenegro (bandiera)           | C     | Nikola Drinčić (capitano) |

| N. |                                 | Ruolo | Calciatore         |
| -- | ------------------------------- | ----- | ------------------ |
| 20 | Serbia (bandiera)               | D     | Đorđe Đurić        |
| 22 | Serbia (bandiera)               | C     | Bogdan Mladenović  |
| 23 | Bosnia ed Erzegovina (bandiera) | A     | Momčilo Mrkaić     |
| 24 | Serbia (bandiera)               | C     | Petar Bojić        |
| 25 | Serbia (bandiera)               | P     | Nikola Simić       |
| 28 | Serbia (bandiera)               | A     | Miodrag Gemović    |
| 29 | Croazia (bandiera)              | D     | Slavko Bralić      |
| 30 | Serbia (bandiera)               | D     | Aranđel Stojković  |
| 32 | Serbia (bandiera)               | P     | Nemanja Toroman    |
| 33 | Serbia (bandiera)               | D     | Uroš Vitas         |
| 77 | Serbia (bandiera)               | C     | Đorđe Pantelić     |
| 80 | Serbia (bandiera)               | A     | Ognjen Đuričin     |
| 90 | Serbia (bandiera)               | C     | Miljan Vukadinović |

### Rosa 2018-2019
| N. |                                 | Ruolo | Calciatore              |
| -- | ------------------------------- | ----- | ----------------------- |
| 1  | Serbia (bandiera)               | P     | Emil Rockov             |
| 2  | Serbia (bandiera)               | D     | Milan Lazarević         |
| 5  | Bosnia ed Erzegovina (bandiera) | D     | Siniša Saničanin        |
| 6  | Serbia (bandiera)               | C     | Nemanja Ahcin           |
| 7  | Serbia (bandiera)               | C     | Milan Djurić            |
| 10 | Serbia (bandiera)               | C     | Lazar Arsić             |
| 12 | Slovenia (bandiera)             | P     | Filip Starić            |
| 13 | Serbia (bandiera)               | A     | Damjan Gojkov           |
| 15 | Bosnia ed Erzegovina (bandiera) | D     | Daniel Graovac          |
| 17 | Serbia (bandiera)               | C     | Aleksandar Mesarović    |
| 19 | Grecia (bandiera)               | D     | Diamantīs Chouchoumīs   |
| 20 | Serbia (bandiera)               | D     | Nikola Antić (capitano) |
| 21 | Bosnia ed Erzegovina (bandiera) | C     | Damir Zlomislić         |
| 22 | Grecia (bandiera)               | A     | Nemanja Milojević       |

| N. |                    | Ruolo | Calciatore         |
| -- | ------------------ | ----- | ------------------ |
| 23 | Serbia (bandiera)  | A     | Ognjen Djuricin    |
| 25 | Serbia (bandiera)  | P     | Nikola Simić       |
| 26 | Serbia (bandiera)  | C     | Nikola Srecković   |
| 28 | Serbia (bandiera)  | C     | Aleksandar Mirkov  |
| 30 | Serbia (bandiera)  | D     | Aranđel Stojković  |
| 33 | Serbia (bandiera)  | D     | Ranko Veselinović  |
| 36 | Serbia (bandiera)  | A     | Mihajlo Nešković   |
| 93 | Nigeria (bandiera) | A     | Eze Ukeuhie        |
| 98 | Serbia (bandiera)  | A     | Nikola Gajić       |
|    | Serbia (bandiera)  | D     | Igor Jeličić       |
|    | Serbia (bandiera)  | D     | Mladen Devetak     |
|    | Serbia (bandiera)  | D     | Marko Mandić       |
|    | Serbia (bandiera)  | A     | Kristijan Zivković |
|    | Serbia (bandiera)  | A     | Milan Vidakov      |

### Rosa 2015-2016
| N. |                                 | Ruolo | Calciatore           |
| -- | ------------------------------- | ----- | -------------------- |
| 1  | Serbia (bandiera)               | P     | Srđan Žakula         |
| 2  | Serbia (bandiera)               | D     | Jovica Vasilić       |
| 3  | Bosnia ed Erzegovina (bandiera) | D     | Slaviša Radović      |
| 4  | Serbia (bandiera)               | C     | Mirko Ivanić         |
| 5  | Montenegro (bandiera)           | D     | Milko Novaković      |
| 6  | Serbia (bandiera)               | D     | Nino Pekarić         |
| 8  | Serbia (bandiera)               | C     | Darko Puškarić       |
| 9  | Serbia (bandiera)               | A     | Miljan Mrdaković     |
| 10 | Serbia (bandiera)               | C     | Aleksandar Paločević |
| 11 | Montenegro (bandiera)           | C     | Marko Vukčević       |
| 12 | Serbia (bandiera)               | P     | Nikola Perić         |
| 13 | Serbia (bandiera)               | D     | Radovan Pankov       |
| 14 | Serbia (bandiera)               | D     | Ivan Lakićević       |
| 15 | Serbia (bandiera)               | D     | Bojan Nastić         |
| 16 | Serbia (bandiera)               | C     | Siniša Babić         |
| 17 | Bosnia ed Erzegovina (bandiera) | C     | Darko Jović          |

| N. |                       | Ruolo | Calciatore         |
| -- | --------------------- | ----- | ------------------ |
| 19 | Serbia (bandiera)     | D     | Lazar Rosić        |
| 20 | Serbia (bandiera)     | D     | Nikola Antić       |
| 21 | Serbia (bandiera)     | C     | Nikola Kovačević   |
| 22 | Serbia (bandiera)     | C     | Marko Zoćević      |
| 23 | Serbia (bandiera)     | C     | Marko Đurišić      |
| 24 | Serbia (bandiera)     | C     | Danilo Sekulić     |
| 25 | Montenegro (bandiera) | P     | Marko Kordić       |
| 26 | Serbia (bandiera)     | D     | Dominik Dinga      |
| 27 | Serbia (bandiera)     | A     | Milan Pavkov       |
| 28 | Serbia (bandiera)     | C     | Novica Maksimović  |
| 29 | Serbia (bandiera)     | A     | Saša Ćurko         |
| 30 | Serbia (bandiera)     | P     | Marko Ilić         |
| 31 | Serbia (bandiera)     | A     | Uroš Stamenić      |
| 35 | Serbia (bandiera)     | P     | Aleksa Slijepčević |
| 51 | Serbia (bandiera)     | A     | Ognjen Ožegović    |
| 99 | Camerun (bandiera)    | A     | John Mary          |

## Rose delle stagioni passate
- 2011-2012

## Statistiche e record

### Statistiche nelle competizioni UEFA
Tabella aggiornata alla fine della stagione 2018-2019.
| Competizione                  | Partecipazioni | G  | V  | N  | P  | RF | RS |
| ----------------------------- | -------------- | -- | -- | -- | -- | -- | -- |
| UEFA Champions League         | 2              | 9  | 5  | 1  | 3  | 10 | 9  |
| Coppa UEFA/UEFA Europa League | 15             | 56 | 25 | 12 | 19 | 93 | 77 |
| Coppa delle Fiere             | 5              | 17 | 7  | 5  | 5  | 13 | 13 |
| Coppa Intertoto               | 1              | 8  | 4  | 1  | 3  | 17 | 11 |